# Cieciorka (województwo pomorskie)
Cieciorka – wieś kociewska w Polsce, położona w województwie pomorskim, w powiecie starogardzkim, w gminie Kaliska. 
Wieś jest siedzibą sołectwa Cieciorka w którego skład wchodzą również miejscowości Dunajki, Płociczno, Kazub, Okoninki i Lipska Karczma.
W latach 1975–1998 miejscowość administracyjnie należała do województwa gdańskiego.

## Części wsi
| SIMC    | Nazwa          | Rodzaj                  |
| ------- | -------------- | ----------------------- |
| 0162040 | Dunajki        | przysiółek (do 2023 r.) |
| 0162062 | Lipska Karczma | osada                   |
| 0162079 | Lipski Młyn    | osada (do 2023 r.)      |
| 0162116 | Stara Lipa     | osada (do 2023 r.)      |

## Historia wsi
30 listopada 1906 r. w miejscowej szkole elementarnej rozpoczął się strajk dzieci przeciwko nauczaniu religii w języku niemieckim (długość strajku nie jest znana). Z uczestników strajku znane są nazwiska następujących dzieci: O. Buchholc, W. Bartz, S. Bliszke, B. Brzeski, Z. i W. Englerowie, F. Kowalewski, M. Łangowska, L. Mania, L. Narloch. Strajk był elementem znacznie większej akcji biernego oporu wobec pruskich władz szkolnych, która na przełomie 1906 i 1907 r. objęła ponad 460 (!) szkół w prowincji Prusy Zachodnie, czyli przedrozbiorowe Pomorze Gdańskie, Powiśle, ziemię chełmińską i ziemię lubawską oraz część Krajny. Inspiracją dla strajków pomorskich były wcześniejsze działania dzieci w prowincji wielkopolskiej, ze słynnym strajkiem we Wrześni (1901) na czele.